# Euday L. Bowman
Euday Louis Bowman était un pianiste et compositeur américain de ragtime. Né en 1887 à Fort Worth, il est considéré comme un artiste de "Texas Ragtime". Son morceau le plus célèbre est son "12th Street Rag" de 1914, une pièce extrêmement jouée par les pianistes ragtime. Bowman composa aussi quelques morceaux de blues. Il décéda en 1949 à New York, à l'âge de 61 ans.

## Liste des compositions
- 1914 : 12th Street Rag12th Street Rag, 1914
- 1914 : 6th Street Rag
- 1914 : 10th Street Rag
- 1915 : Petticoat Lane
- 1915 : Colorado Blues
- 1915 : Fort Worth Blues
- 1915 : Tipperary Blues
- 1915 : Kansas City Blues
- 1916 : Rosary Blues
- 1916 : Shamrock Rag

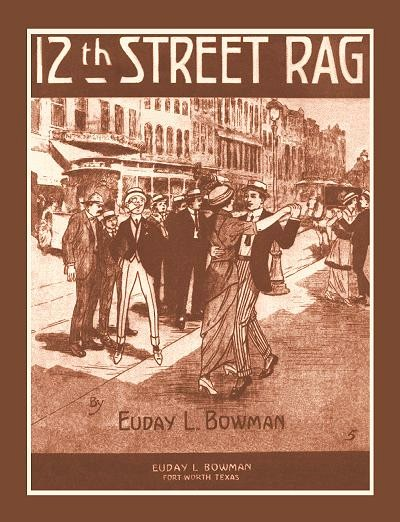
12th Street Rag, 1914

- 1917 : That's Teasing Them All, One and All
- 1917 : 11th Street Rag
- 1919 : 12th Street Rag - Song
- 1921 : Water Lily's Dream
- 1921 : Then They Wonder Why a Boy Will Leave His Happy Home
- 1922 : Jolly Jazz Blues
- 1925 : C.C. Blues
- 1926 : Lie'in Papa
- 1926 : Chromatic Chords
- 1934 : Jubilee's Ball
- 1936 : Texas Centennial Jubilee
- 1938 : I Dreamed of Paradise
- 1938 : Hiding Your Love
- 1938 : She's the One for Me
- 1938 : Dream Island
- 1938 : Old Glory On Its Way
- 1945 : Spider on the Wall